# Гей, Арнольде!
Гей, Арнольде! (англ. Hey Arnold!) — анімаційний телевізійний серіал виробництва телеканалу Nickelodeon. Демонструвався з 7 жовтня 1996 до 8 червня 2004 року. В Україні мультсеріал транслювався на каналі ICTV з 12 жовтня 1998 по 21 грудня 2001 року. На каналі Кіно з 7 вересня 2009 року. З 2010 року мультсеріал демонструвався каналом QTV. З 2015 року транслювався на телеканалі ПравдаТУТ. З 2023 року мультсеріал транслювався на каналі Comedy Central Україна.

## Сюжет
Головний герой серіалу школяр-четвертокласник Арнольд живе зі своїми дідусем Філом і бабусею Гертрудою в пансіоні «Сансет Армз», власниками якого вони є. Його батьки Стела і Майлс зникли безвісти, коли брали участь в рятувальній операції. Місце дії — вигадане місто Гіллвуд (Hillwood City), для створення якого Крейґ Бартлет надихався такими великими містами як Сієтл (його рідне місто)Портленд (де він закінчив художню школу), та Нью-Йорк. В багатьох серіях показаний міст, схожий на Бруклінський.
Сюжет мультсеріалу складається зі шкільних пригод Арнольда і його друзів, історій, що відбуваються з мешканцями пансіону, яким володіє його родина. Особливе місце займає історія таємного кохання Хельги до Арнольда, в якому вона так і не може йому освідчитись, а також боротьба з бізнес-ідеями, що виникають у її батька і в той чи інший спосіб загрожують тихому й мирному існуванню міста.

## Виробництво
Автором «Гей, Арнольде!» є Крейґ Бартлет (Craig Bartlett). У 1987, Бартлет переїжджає до Лос- Анджелеса, де приєднався до групи, що розробляли пластилінову анімацію для телепрограми «Pee-wee's Playhouse». Вперше Арнольд з'явився в пластилінових короткометражках: «Arnold Escapes from Curch»(1988),"The Arnold Waltz"(1990),"Arnold Rides a Chair"(1991). Пізніше один з фільмів був показаний в телепрограмі «Вулиця Сезам». Того ж року комікси про Арнольда появилися в журналі «Simpsons Illustrated» Метта Ґрейнінґа. Утім, сучасний образ Арнольда з'явився лише в середині 1990-х, коли ідеєю зацікавився канал «Nickelodeon». У 1994, Бартлет починає роботу над пілотним епізодом «Гей, Арнольде!» й через рік мережа вирішує почати роботу над серіалом. 10-ти хвилинний пілотний епізод під назвою «Арнольд» був показаний в кінотеатрах 10 липня 1996. Арнольд вдягнувся у светр, з-під якого вільно випущена картата сорочка, що нагадує в такому вигляді кілт. Тільки його улюблений картуз з пластилінового мультфільму лишився незмінним.
«Гей, Арнольде!» був першим мультсеріалом «Nickelodeon» де озвучка дітей відбувалася справжніми дітьми, а не дорослими. В результаті цього, багато персонажів хлопчиків, включаючи самого Арнольда, були перероблені принаймні один раз протягом серіалу, через те, що діти-актори досягли статевої зрілості.

### Саундтрек
3 липня 2020 року була випущена вінілова платівка, що стала першим в історії офіційним випуском музики з серіалу. Саундтрек включає 45 хвилин раніше невиданої музики, яка була оновлена з оригінальних аудіофайлів лауреатом премії «Еммі» звукорежисером Дейвом Маріно спільно з композитором Джимом Ленґом.

## Головні персонажі
| Персонаж          | Малюнок | Озвучення                                 |
| ----------------- | ------- | ----------------------------------------- |
| Арнольд           |         | Торан Коудел Філіп ван Дайк Спенсер Кляйн |
| Джералд Йоханссен |         | Джаміль Вокер Сміт                        |
| Хельга Патакі     |         | Франческа Марі Сміт                       |
| Дідусь Філ        |         | Ден Кастелланета                          |
| Бабуся Гертруда   |         | Тресс МакНілл                             |

## Список епізодів
Мультсеріал складається з п'яти сезонів, загальна кількість серій — 100. Більшість епізодів містять дві окремі історії тривалістю приблизно 11,5 хвилини кожна. Окремі серії мають хронометраж — 23 хвилини.
| Сезон | Серії | Дати показу     | Дати показу    |
| ----- | ----- | --------------- | -------------- |
| Сезон | Серії | Перша серія     | Остання серія  |
| 1     | 20    | 7 жовтня 1996   | 12 лютого 1997 |
| 2     | 20    | 22 вересня 1997 | 5 лютого 1998  |
| 3     | 19    | 31 серпня 1998  | 21 грудня 1998 |
| 4     | 17    | 10 березня 1999 | 11 грудня 1999 |
| 5     | 24    | 4 березня 2000  | 8 липня 2004   |

## Українське закадрове озвучення

### Двоголосе закадрове озвучення телеканалуICTV
- Переклад: Ірини Нестеренко
- Редактор: Олена Шуляк
- Звукорежисер: Олексій Коротченко
- Ролі озвучували: Микола Карцев, Анатолій Зіновенко, Юрій Коваленко і Наталя Синенко

### Багатоголосе закадрове озвучення студії1+1
- Ролі озвучували: Павло Скороходько, Володимир Гурін, Наталя Романько-Кисельова і Катерина Буцька

## Повнометражні фільми

### «Hey Arnold! The Movie»
Повнометражний анімаційний фільм на основі серіалу «Hey Arnold!: The Movie» вийшов на екрани влітку 2002 року. За сюжетом Арнольд і Джеральд рятують свій будинок і сусідів від підступних планів головного лиходія серіалу Боба Патакі, батька Хельги. Він мріє побудувати на цьому місці торговий центр. Герої розшукують документ, який підтвердив би історичне значення кварталу (його роль у так званому «Помідорному інциденті»). У цьому фільмі Хельга нарешті освідчується Арнольдові у коханні (тема її таємного обожнювання головного героя була однією з основних рушійних сил сюжету серіалу).
Спочатку фільм планувався для телебачення, проте виріс до кінокартини. Він отримав в цілому негативну оцінку критиків, хоча й зібрав в прокаті 13 млн доларів при бюджеті в 10 млн.

### «Hey Arnold! The Jungle Movie»
«Hey Arnold! The Jungle Movie» — другий повнометражний мультфільм про Арнольда, в якому планувалась розв'язка серіалу. Повинен був стати останнім епізодом після серії «Щоденник» (The Journal), в кінці якої Арнольд знаходить мапу й вирішує відправитись в джунглі на пошуки батьків.